# Ледена капа
Ледена капа (енгл. ice cap), такође позната и као платоски глечер или висоравански глечер, ледена је маса која прекрива мање од 50.000 km2 површине земљишта (углавном висијског). За веће ледене масе које прекривају преко 50.000 km2 користи се термин ледени штит/плоча.
Ледене капе нису ограничене топографским одликама (нпр. да морају лежати на врховима планина). За разлику од овога, ледене масе приближне величине које јесу ограничене топографским одликама зову се ледена поља. Купола ледене капе је углавном смештена у централној тачки масива. Лед тече од те највише тачке (ледоделница) према периферним деловима ледене капе.
Ледене капе имају значајне ефекте на геоморфологију подручја које заузимају. Рубови, жлебови и друге глацијалне ерозијске одлике постају видљиве након повлачења глечера. Многа језера, као што су Велика језера у Северној Америци — али и бројне долине — формирани су деловањем глечера током стотина хиљада година.
На Земљи укупно има око 30 милиона km3 ледене масе. Просечна температура ледене масе креће се између −20 °C и −30 °C. Језгро ледене капе има константну температуру која може да буде од −15 °C до −20 °C.
Региони високих географских ширина прекривени ледом, не нужно леденим капама (пошто прелазе максималну површину одређену дефиницијом изнад), називају се поларне ледене капе; употреба овог термина је веома честа у мас-медијима, а користи се и у научним круговима.
Ватнајекидл је пример ледене капе на Исланду.
Због свог положаја (већином близу полова), ширине односно велике површине коју заузимају, те албеда — ледене капе играју значајну улогу у стабилизацији климе на Земљи.

## Примери
- Стикин (Аљаска и Канада) — 21.876 km2
- Агаси (Елсмир, Канада) — 21.000 km2
- Северноострвска (Нова Земља, Русија) — 19.800 km2
- Јужнопатагонијска (Патагонија, Чиле и Аргентина) — 16.800 km2
- Аустфона (Северна источна земља / Шпицберген, Норвешка) — 8.120 km2
- Ватнајекидл (Исланд) — 8.100 km2
- Пени (Бафининсел, Канада) — 6.000 km2
- Севернопатагонијска (Патагонија, Чиле и Аргентина) — 4.200 km2
- Ханс Таузен (Пири, северни Гренланд) — 4.000—4.200 km2
- Лангјекидл (Исланд) — 953 km2
- Хофсјекидл (Исланд) — 925 km2
- Мирдалсјекидл (Исланд) — 596 km2
- Кук (Кергелен / Француске јужне земље, јужни Индијски океан) — 403 km2
- Колумбија (Стењак, Канада) — 325 km2

Такозвана Арктичка ледена капа није ледена капа у овом смислу, него више ледена громада Арктичког океана.

## Галерија
- Северноострвска ледена капа
- Северна источна земља са Аустфоном
- Ватнајекидл (Насин сателитски снимак)
- Пири са леденом капом Ханс Таузен
- Ледена капа Пени на Бафининселу
- Јужнопатагонијско ледено поље (ISS)
- Севернопатагонијско ледено поље
- Ледена капа Агаси на Елсмиру
- Ледена капа Стикин
- Ледена капа Кук на Кергелену
- Лангјекидл на Исланду
- Хофсјекидл на Исланду
- Мирдалсјекидл на Исланду